# Raión de Verjovyna
Raión de Verjovyna (en ucraniano: Верховинський район) es un raión o distrito de Ucrania en la óblast de Ivano-Frankivsk. La capital es Verjovyna.
Comprende una superficie de 1271,7 km². Se ubica en el sur de la óblast, limitando al oeste con la óblast de Transcarpacia y al este con la óblast de Chernivtsí. Es fronterizo con Rumania al sur.
Fue fundado en 1966 al separarse del raión de Kósiv. Desde la reforma territorial de 2020, que no afectó a los límites del raión, pasó a dividirse en tres municipios: el asentamiento de tipo urbano de Verjovyna (la capital) y los municipios rurales de Biloberizka y Zelene. Hay un total de 43 localidades en el raión.

## Demografía
Según estimación 2010 contaba con una población total de 30079 habitantes.

## Otros datos
El código KOATUU fue 2620800000. El código postal 78700 y el prefijo telefónico +380 3432.